# Алтарь Сан-Кассиано
«Алтарь Сан-Кассиано» (итал. Pala di San Cassiano), также известный как «Мадонна со святыми Николаем, Анастасией (?), Урсулой, Домиником и Еленой» — алтарная картина итальянского живописца Антонелло да Мессины (ок. 1429 - 1479), представителя раннего Возрождения. Создана в 1475 году.
Хранится в коллекции Музея истории искусств в Вене (инв. №GG 2574).

## История
Алтарная картина была заказана венецианским патрицием Пьетро Боном для церкви Сан-Кассиано в Венеции. В 1620 году была изъята из церкви и распиленa на части, перед тем как попала в коллекцию эрцгерцога Леопольда Вильгельма (1614—1662).
Алтарь является одним из значительных произведений Антонелло да Мессины, созданных в Венеции, кроме этого, он представляет собой важный этап творческого пути художника, в котором он соединял опыт нидерландской и итальянской живописи. Художник создал новаторское произведение, используя яркий цвет, присущий живописи Джованни Беллини и глубокую перспективу, вдохновляя таких мастеров, как Чима да Конельяно, Витторе Карпаччо, Альвизе Виварини и Джорджоне.

## Описание

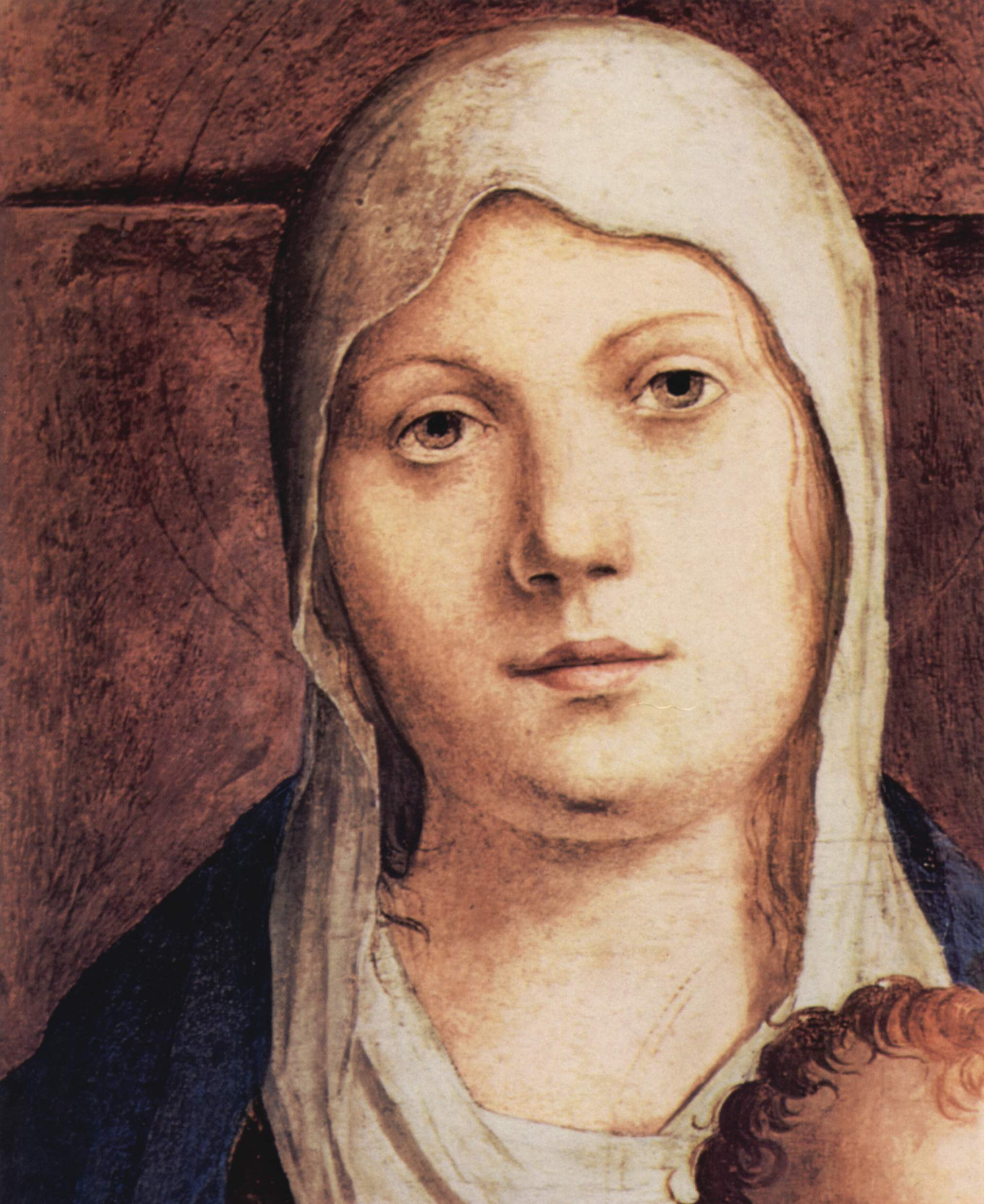
Дева Мария. Деталь алтаря

От картины остались только три фрагмента центральной части, которые теперь соединены вместе. На картине изображена сцена, известная под названием «Святое Собеседование»: в центре Мадонна с Младенцем, слева — святые Николай и Анастасия, а справа — святые Доминик и Урсула.
Чувство объёма и света обусловило композицию алтаря, которая свидетельствует о пиетете к поискам Джованни Беллини, у которого Антонелло позаимствовал не только расположение Мадонны на возвышении, но и мягкое сочетание цветов. К этому Антонелло добавил размещения святых по полукругу, что подчеркнуло ощущение глубины изобразительного пространства. Мадонна выглядит крупнее, чем окружающие Её фигуры; тем самым художник пытался подчеркнуть Её величие. Перспективное обрамление стало результатом общения с увлекавшимся искусством перспективы Пьеро делла Франческа.
Тщательность изображения драгоценного золотного шитья одеяния Мадонны напоминает об обучении художника в неаполитанской мастерской Колантонио. Святой Доминик, изображённый на переднем плане, представлен в одежде основанного им ордена доминиканцев: белая ряса, воротник, чёрный плащ и капюшон. Посох Святой Урсулы, стоящий рядом с ним, напоминает о её мученической смерти; она была замучена гуннами в Кельне, когда возвращалась после паломничества в Рим.

## Ссылка
- На Викискладе есть медиафайлы по теме Алтарь Сан-Кассиано